# Ист Тауас (Мичиген)
Ист Тауас (енгл. East Tawas) град је у америчкој савезној држави Мичиген. По попису становништва из 2010. у њему је живело 2.808 становника.

## Демографија
Према попису становништва из 2010. у граду је живело 2.808 становника, што је 143 (4,8%) становника мање него 2000. године.
| Група             | 2000.         | 2010.         |
| Белци             | 2.874 (97,4%) | 2.664 (94,9%) |
| Афроамериканци    | 1 (0,0%)      | 5 (0,2%)      |
| Азијати           | 13 (0,4%)     | 30 (1,1%)     |
| Хиспаноамериканци | 22 (0,7%)     | 57 (2,0%)     |
| Укупно            | 2.951         | 2.808         |